# قصر فييسيياي
قصر فييسيياي (بالليتوانية: Veisiejų dvaras) هو قصر تاريخي يقع في بلدة فييسيياي ضمن بلدية لازديياي في جنوب ليتوانيا. يُعد القصر واحدًا من أقدم المباني ذات الطراز الكلاسيكي في المنطقة.
بُني القصر في أواخر القرن الثامن عشر، وكان جزءًا من ممتلكات عائلة ماسالسكي (Masalskiai) النبيلة. خلال القرن التاسع عشر، خضع القصر لتعديلات معمارية، كما تم توسيع بعض أجزائه وإعادة تصميمها.
اليوم، لا يزال جزء من مباني القصر قائمًا، وهو مملوك من قبل حديقة فييسيياي الإقليمية، ويُستخدم لأغراض ثقافية وسياحية. تحيط بالقصر حديقة تاريخية تُعتبر من بين أقدم الحدائق الطبيعية المنسقة في البلاد، وتضم أنواعًا مختلفة من الأشجار والنباتات، بالإضافة إلى ممرات للمشي.